# Circuits magnétiquement couplés
Des circuits magnétiquement couplés sont des circuits électriques bobinés autour d'un même circuit magnétique. Par exemple deux enroulements d'un transformateur ou d'une machine électrique. On abrège souvent l'expression en circuits couplés.

## Paramètres d'un ensemble de deux circuits magnétiquement couplés

### Équations et schémas
On représente en général deux bobines magnétiquement couplées à l'aide du montage suivant :
avec {\displaystyle L_{1}\,} et {\displaystyle L_{2}\,} les inductances propres de chacune des bobines et {\displaystyle M\,} : l'inductance mutuelle.
Les équations liants les grandeurs électriques sont les suivantes :
{\displaystyle {\begin{cases}-e_{1}=L_{1}.{\frac {di_{1}}{dt}}+M_{}.{\frac {di_{2}}{dt}}\\-e_{2}=L_{2}.{\frac {di_{2}}{dt}}+M_{}.{\frac {di_{1}}{dt}}\end{cases}}}

Cette modélisation occulte totalement les non-linéarités et les diverses pertes (pertes par effet Joule et pertes magnétiques dites « pertes  fer »), mais elle permet de faire une étude analytique approchée (et souvent suffisante) de nombreux dispositifs de l'électrotechnique, tels que les machines électriques et les transformateurs.
Les résistances des bobines ne sont pas non plus représentées, car elles ne modifient pas les démonstrations ci-dessous.
Pour des raisons pratiques et/ou historiques, c'est le montage ci-dessous qui est utilisé :
Ce deuxième montage ne fait plus apparaître l'inductance mutuelle et il comporte quatre paramètres au lieu de trois. L'un de ces paramètres est donc choisi arbitrairement et c'est ce qui fait l'originalité de chacun des modèles existants. Conventionnellement, le circuit d'indice 1 est appelé circuit primaire et celui d'indice 2 circuit secondaire, en référence aux transformateurs.
- {\displaystyle l_{1}\,} et {\displaystyle l_{2}\,} sont appelées inductances de fuite primaire et secondaire
- {\displaystyle L_{\mu }\,} est l'inductance de magnétisation ramenée au primaire.
- {\displaystyle a\,} est le rapport de transformation du transformateur idéal introduit dans cette modélisation.

Une analyse mathématique des deux montages permet de montrer qu'ils sont totalement équivalents si les relations suivantes sont vérifiées :
{\displaystyle L_{\mu }={\frac {M}{a}}\,}
{\displaystyle l_{1}=L_{1}-{\frac {M}{a}}\,}
{\displaystyle l_{2}=L_{2}-aM\,}

## Modèles usuels des circuits couplés

### Modèle à fuites totalisées au primaire
Dans ce modèle on affirme que les fuites magnétiques n'existent pas pour l'enroulement secondaire. Le paramètre choisi est :
{\displaystyle l_{2}=0=L_{2}-aM\,}
Ceci a pour conséquence que les paramètres de ce modèle sont liés avec les inductances par les relations :
{\displaystyle K_{p}=a={\frac {L_{2}}{M}}\,}
{\displaystyle L_{p}=L_{\mu }={\frac {M^{2}}{L_{2}}}\,}
{\displaystyle L_{fp}=L_{1}-L_{\mu }=L_{1}-{\frac {M^{2}}{L_{2}}}=\sigma L_{1}\,}
avec : {\displaystyle \sigma =1-{\frac {M^{2}}{L_{1}L_{2}}}\,} : coefficient de fuite ou coefficient de Blondel.
Ce modèle est particulièrement intéressant lorsqu'on s'intéresse aux effets des inductances de fuite du circuit couplé sur l'alimentation du montage. Par exemple pour le dimensionnement du transformateur dans les alimentations à découpage de type fly-back.

### Modèle à fuites totalisées au secondaire
Dans ce modèle on affirme que les fuites magnétiques n'existent pas pour l'enroulement primaire. Le paramètre choisi est :
{\displaystyle l_{1}=0=L_{1}-{\frac {M}{a}}\,}
Ceci a pour conséquence que les paramètres de ce modèle sont liés avec les inductances par les relations :
{\displaystyle K_{s}=a={\frac {M}{L_{1}}}\,}
{\displaystyle L_{\mu }=L_{1}\,}
{\displaystyle l_{fs}=L_{2}-{\frac {M^{2}}{L_{1}}}=\sigma L_{2}\,}
Pour des raisons de commodité, il est fréquent de ramener l'impédance de fuite du côté primaire :
Avec :{\displaystyle N_{s}\,} : impédance ramenée au primaire de l'inductance de fuite secondaire {\displaystyle l_{fs}\,}. Cette impédance ramenée ne doit pas être confondue avec l'impédance de fuite primaire du précédent modèle.
{\displaystyle N_{s}={\frac {l_{fs}}{K_{s}^{2}}}=L_{1}\cdot ({\frac {L_{1}L_{2}}{M^{2}}}-1)=L_{1}\cdot {\frac {\sigma }{1-\sigma }}}
Ce modèle est très pratique pour calculer l'influence du circuit magnétique sur l'alimentation électrique quand celle-ci alimente le primaire. On l'utilise par exemple pour modéliser la machine asynchrone

### Modèle à fuites séparées
Ce modèle est couramment utilisé pour les transformateurs.
On pose {\displaystyle a=m={\frac {n_{2}}{n_{1}}}\,} égal au rapport du nombre de spires de la bobine 2 par le nombre de spires de la bobine 1.
On obtient :
{\displaystyle L_{\mu }={\frac {M}{m}}\,}
{\displaystyle l_{1}=L_{1}-{\frac {M}{m}}\,}
{\displaystyle l_{2}=L_{2}-mM\,}
On peut également ramener l'inductance de magnétisation au secondaire et obtenir le modèle équivalent suivant :
avec :{\displaystyle L_{2\mu }=L_{1\mu }{m^{2}}\,}

### Modèle en T
On pose {\displaystyle a=1\,} ce qui revient à faire disparaître le transformateur du modèle :
Attention ! : Ce modèle fonctionne parfaitement d'un point de vue mathématique mais il est parfois illusoire de vouloir trouver un sens physique aux trois dipôles qui le constituent.
Par exemple les valeurs de {\displaystyle L_{1}-M\,} ou de {\displaystyle L_{2}-M\,} peuvent être négatives, ce qui revient à dire, en régime sinusoïdal de courant, que l'inductance se comporte comme un condensateur !

## Ensemble de trois circuits magnétiquement couplés

Modèle d'un transformateur à trois enroulements

Les notations restent similaire à celles pour deux circuits :  L1, L2 et L3 sont les inductances propres de chacune des bobines, {\displaystyle M_{12}=M_{21}} est l'inductance mutuelle entre le circuit 1 et le circuit deux, de la même façon {\displaystyle M_{13}=M_{31}} et {\displaystyle M_{23}=M_{32}}. Enfin {\displaystyle L_{\mu }} est l'inductance de magnétisation ramenée au primaire. Les rapports de transformation du transformateur idéal sont notés {\displaystyle m_{12}} et {\displaystyle m_{13}}. Le schéma équivalent d'un tel ensemble est présenté ci-contre. Les paramètres sont reliés par les équations suivantes :
{\displaystyle m_{12}={\frac {M_{23}}{M_{13}}}}
{\displaystyle m_{13}={\frac {M_{23}}{M_{12}}}}
{\displaystyle L_{\mu }={\frac {M_{13}\cdot M_{12}}{M_{23}}}}
{\displaystyle l_{1}=L_{1}-{\frac {M_{13}\cdot M_{12}}{M_{23}}}}
{\displaystyle l_{2}=L_{2}-{\frac {M_{23}\cdot M_{12}}{M_{13}}}}
{\displaystyle l_{3}=L_{3}-{\frac {M_{13}\cdot M_{23}}{M_{12}}}}
Les modèles en T usuels pour les transformateurs de puissance sont présentés dans l'article couplage de transformateurs triphasés.

## Facteur de dispersion inductive
- Dans le cas idéal, il n’y a aucun flux de fuite entre deux bobinages couplés magnétiquement.

{\displaystyle \phi _{1}=\phi _{2}\rightarrow {\cfrac {\Phi _{1}}{N_{1}}}={\cfrac {\Phi _{2}}{N_{2}}}\rightarrow {\cfrac {L_{1}i_{1}+Mi_{2}}{N_{1}}}={\cfrac {Mi_{1}+L_{2}i_{2}}{N_{2}}}}avec i2 = 0: {\displaystyle M={\cfrac {N_{2}}{N_{1}}}L_{1}} et avec i1 = 0: {\displaystyle M={\cfrac {N_{1}}{N_{2}}}L_{2}}, on obtient:
{\displaystyle M^{2}=L_{1}L_{2}}
On parle alors de « couplage magnétique parfait ».
- En réalité, il y a toujours des flux de fuite entre deux bobinages couplés magnétiquement. 
{\displaystyle \phi _{1}=\phi _{2}+\phi _{f,1}\rightarrow \phi _{1}\neq \phi _{2}\rightarrow M^{2}\neq L_{1}L_{2}}

On définit alors le coefficient de dispersion inductive σ :
{\displaystyle \sigma =1-{\cfrac {M^{2}}{L_{1}L_{2}}}}avec 0<σ<1, 
si σ=0, alors il n'y a aucune fuite, la totalité du flux est conservée ;
si σ=1, alors aucun flux n'est transféré.

### Articles externes
- Circuit inducteur